# 백제문로
백제문로 (Baekjemun-ro)는 충청남도 부여군 규암면 에서 충청남도 부여군 부여읍 정동교차로 를 잇는 도로이다.

## 주요 경유지
충청남도
- 부여군 (규암면 . 부여읍)

## 노선
전 구간 지방도 제625호선에 속하므로 이 노선에 대한 별도 표기는 생략한다.
| 이름              | 접속 노선                  | 소재지 | 소재지 | 비고 |
| ----------------- | -------------------------- | ------ | ------ | ---- |
| (이름없음)        | 계백로                     | 부여군 | 규암면 |      |
| 규암교            |                            | 부여군 | 규암면 |      |
| 신리사거리        | 왕흥로                     | 부여군 | 규암면 |      |
| 백강초교사거리    | 신리로 백제문로251번길     | 부여군 | 규암면 |      |
| 전통문화대 삼거리 |                            | 부여군 | 규암면 |      |
| 문화단지사거리    |                            | 부여군 | 규암면 |      |
| 백마강교          |                            | 부여군 | 규암면 |      |
|                   | 부여읍                     | 부여군 |        |      |
| 정동2 교차로      | 지방도 제651호선 (북포로)  | 부여군 |        |      |
| 정동1교           |                            | 부여군 |        |      |
| 정동 교차로       | 국도 제40호선 (백제문화로) | 부여군 |        |      |

## 주요 건물및 시설
- 쉐보레 부여전시장 (백제문로 8/규암리 67-6)
- 한국전통문화대학교 (백제문로 367/합정리 430-4)
- GS25 부여전통대점 (백제문로 367/합정리 430-4)
- 백제문화단지 관리사업소 (백제문로 374/합정리 575)
- 롯데아울렛 부여점 (백제문로 287/합정리 172)
- 백제역사재현단지 (백제문로 374/합정리 575)
- 부여군국악의 전당 (백제문로 388/합정리 576)
- 백제문화재기념관  (백제문로 388/합정리 576)
- 백제문화단지 (백제문로 455/합정리 530)